# Camille Chamoun
Camille Chamoun (Dayr al-Qamar, 3 de abril de 1900 -  Beirut, 7 de agosto de 1987), fue un líder político libanés, elegido en 1952 como Presidente del Líbano -el segundo desde la independencia del país-, que se caracterizó por su intención de luchar contra la corrupción, además de por su afán reformista. Fue sustituido en el Gobierno en 1958 por Fuad Chehab.
A pesar de que dentro de su partido político confluía con políticos tanto musulmanes como cristianos, algunos grupos musulmanes se rebelaron abiertamente contra el gobierno de Chamoun en 1958, y, en respuesta a su petición de ayuda, marines de EE. UU. fueron enviados para apoyar al Gobierno. Chamoun presenta una carrera política amplia, ya que ocupó una serie de cargos ministeriales antes de llegar a la Presidencia del Líbano. 

## Biografía
Camille Nemer Chamoun, nacido el 3 de abril de 1900 en Dayr al-Qamar, fue un político y abogado libanés de religión cristiana, que dedicó prácticamente toda su vida a la políticay que fundó el Partido Nacional Liberal (PNL) en 1958, dirigiéndolo desde ese año hasta 1985.
Chamoun fue a la escuela llamada Colegio Hermanos de Nuestra Señora y se licenció en la carrera de Derecho por la Universidad de San José en 1923. Más tarde se casó con Zalfa Tabet, con la que tuvo dos hijos, Dory y Dany, que fue asesinado en 1990. Sus principales aficiones eran la caza y el tiro al plato.
Aunque comenzó su carrera profesional como abogado en el despacho de Emile Eddé, pronto empezó su carrera en el mundo de la política, siendo elegido miembro del Parlamento por el Monte Líbano ya en 1934.
El político será recordado por haber dirigido el país durante años de cierta estabilidad, sobre todo en comparación a la situación del país en la década de los 70, después de que la Organización para la Liberación Palestina (OLP) se asentase en el Líbano y fomentando el desarrollo de la posterior guerra civil por el enfrentamiento con los cristianos libaneses. El pensamiento de Chamoun podría encuadrarse como conservador, por lo general evitando las políticas que pudiesen favorecer a la comunidad musulmana.
Cerca a la fecha de su muerte, Chamoun, como ministro de Finanzas estuvo negociando con el primer ministro en funciones, Selim Hoss, acerca de una propuesta musulmana para vender parte de las reservas de oro del Líbano y así poder rescatar la economía del país, en crisis, además de mejorar el tipo de cambio de la libra libanesa, que se desplomaba. Finalmente, Camille Chamoun falleció el 7 de agosto de 1987, en Beirut, a los 87 años, en el Hospital Ortodoxo Griego San Jorge después de haber sufrido un ataque al corazón.

## Vida política

### Cargos políticos
Chamoun ocupó diversos cargos gubernamentales antes de convertirse en Presidente del Líbano (23 de septiembre de 1952 - 22 de septiembre de 1958):
- Miembro del Parlamento por el Monte Líbano en 1934, reelegido en 1937, 1943, 1947, 1951, 1960, 1968 y 1972.
- Diputado durante toda su vida en virtud de la ampliación del mandato del Parlamento.
- Ministro de Finanzas en marzo de 1938, en el Gabinete del primer ministro Khaled Chehab.
- Ministro del Interior, Correos y Telégrafos en septiembre de 1943 en el Gabinete del primer ministro Riyad El-Solh durante el mandato del Presidente Bechara El-Khoury.
- Ministro de Finanzas en diciembre de 1946 en el Gabinete del primer ministro Riyad El-Solh durante el mandato del Presidente Bechara El-Khoury.
- Ministro del Interior y Salud Pública en junio de 1947, también miembro del Gabinete del primer ministro Riyad El-Solh durante el mandato del Presidente Bechara El-Khoury.
- Varios cargos ministeriales, incluidos los de ministro del Interior, de Correos, Telégrafos y Teléfonos, y de Recursos Hídricos y Eléctricos, en el Gabinete del primer ministro Rasheed Karameh durante el mandato del Presidente Suleiman Franjieh.
- Ministro del Interior, Asuntos Exteriores, Libaneses Expatriados y Defensa Nacional, además del de Vice primer ministro tras la redistribución de cargos ministeriales en septiembre de 1976.
- Ministro de Finanzas, Vivienda y Cooperativas en abril de 1984 en el Gabinete del primer ministro Rasheed Karameh durante el mandato del Presidente Amin Gemayel.
- Fundador y dirigente del Partido Nacional Liberal desde 1958 hasta 1985.
- Fundador del Partido Constitucional con Majeed Arslan, Hameed Franjieh, Michel Zakkour, Sabri Hamadeh, Saleem Takla y Bechara El-Khoury.
- Ministro plenipotenciario del Líbano en 1944 en Gran Bretaña. Se mantuvo en ese cargo durante dos años y medio.
- Presidente, entre 1945 y 1946, de la delegación libanesa en la mesa redonda de Londres donde se discutió el caso de Palestina.
- Representante del Líbano en 1948, en las Naciones Unidas, en Nueva York.
- Fundador en 1968 de una coalición denominada "Coalición Tripartita", formada por él mismo, el jefe del Partido Coalición Nacional, Raymond Eddé, y el jefe del Partido Falanges, Sheikh Pierre Gemayel.
- Encabezó el Frente Nacional, establecido en 1976.

### Ejercicio de la Presidencia en el Líbano
El 23 de septiembre de 1952, Chamoun fue elegido presidente del Líbano, tras la coalición con Suleiman Franjieh, Raymond Eddé y el jeque druso Kamal Yunblat, entre otros, formando un Frente Socialista Nacional y movilizando a la población en contra del presidente Béchara el Khoury. Este último acabó dimitiendo y le sucedió durante unos días Fuad Chehab hasta la llegada de Chamoun.
En el discurso de nombramiento dejó claro que quería luchar contra la corrupción, remarcó la modestia caracterizadora del puesto de Presidente, prometió acabar con los privilegios asociados al mismo y también con los abusos llevados hasta el momento por la Administración. El Gobierno de Chamoun se caracterizó, pues, por una intención claramente reformista gracias al “Gabinete de Decretos” de Khaled Chéhab, habiéndose mostrado dicho ánimo reformista en una serie de reformas de gran importancia (incluido el derecho al voto femenino o el instaurar oposiciones para ser funcionario) tanto en el sector público como en el privado. A pesar de ello, la alianza que permitió que Chamoun llegase al poder, pronto empezó a debilitarse por las confrontaciones o falta de entendimiento de sus miembros en lo que respecta a esas reformas. Como consecuencia, el Consorcio y los antiguos aliados del Presidente Khoury en el Bloque Constitucional se convirtieron en el nuevo apoyo del Presidente. 

#### Aseguramiento del poder
Chamoun intentó mantener el poder a través de dos estrategias, además de hacer una interpretación textual de la Constitución a pesar de lo dispuesto en el Pacto Nacional. Estas dos estrategias se resumen en el nombramiento de ministros con posiciones débiles, en tanto en cuanto no daban prioridad a las necesidades de sus comunidades sino que cedían a los favores y concesiones del presidente, y, en el hecho de que el presidente trabajaba directamente con los directores generales de los ministerios (Asuntos Exteriores, Defensa, Finanzas, Justicia y Seguridad Interior), pasando por alto a los ministros.
Por otro lado, Chamoun llevó a cabo una nueva ley electoral en 1952, en la que dividió el país en 33 distritos electorales, en lugar de en 9, como hasta el momento, y redujo los diputados de 77 a 44. El Presidente quería reemplazar la cantidad por la calidad. En teoría, el adoptar un distrito electoral más pequeño, acabaría con el abuso de poder de los líderes en la Cámara, pero lo que realmente consiguió fue asegurarse una mayoría segura y ampliar el carácter sectario de la circunscripción electoral.

#### Acercamiento a Occidente
A pesar del afán reformista de Camille Chamoun, el marco económico no se vio diversificado ni modernizado; la mayor parte de la población se seguía viendo privada de los privilegios que surgían del crecimiento económico en el que se veía envuelto el país y la economía seguía enfocada hacia el sector servicios y el exterior. Sin embargo, el político sí será recordado por su intervención en el importante papel que el Líbano tendría por aquel entonces en la región geopolítica de Oriente Medio; su visión panarabista le permitiría ser el intermediario entre los hachemitas iraquíes y la familia real de Arabia Saudí y, más tarde, entre Egipto e Irak.De todas formas, en vista de la posible influencia de Nasser sobre los libaneses musulmanes, Chamoun empezó a alejarse de esta posición neutral, para acercarse más a los países occidentales, como Gran Bretaña o Estados Unidos, aunque siguió ejerciendo su papel de intermediario como ocurrió con el Pacto de Bagdad (1955), fruto de una “estrategia imperialista en Oriente Medio”. Este pacto fue firmado por Iraq, Turquía, Irán, Pakistán y el Reino Unido, y a pesar de que Chamoun intentó ejercer de país intermediario en la Conferencia de La Liga Árabe del 22 de enero de 1955, Iraq acabó ratificando el Pacto, lo que supuso que el presidente egipcio decidiese llevar a cabo otro con Arabia Saudí y Siria, el conocido como el Pacto de Defensa Árabe. El Presidente libanés se negaba a ratificar ninguno de los dos pactos a pesar de las presiones recibidas, pero parecía que era más partidario del tratado anticomunista por su visita a Turquía el mismo año de su entrada en vigor y la consiguiente firma de varios acuerdos de cooperación con el país otomano dirigido por Adnan Menderes.
El acercamiento con Turquía, que suponía su también acercamiento a la visión del Pacto de Bagdad, y la posterior respuesta al enfrentamiento con Francia, Gran Bretaña e Israel por la nacionalización del Canal de Suez, provocarán que el líder libanés pierda popularidad entre los musulmanes libaneses. Ante la nacionalización del Canal de Suez en 1956 y el enfrentamiento con las potencias europeas e Israel, Chamoun decidió convocar, en noviembre de ese mismo año, una reunión de la Liga Árabe en Beirut, en la que la coalición entre los tres países mencionados, contra Egipto, fue duramente criticada y se decidió erradicar cualquier tipo de relación con Francia y Gran Bretaña. Chamoun no estaba de acuerdo con esto, así lo expresó y decidió no hacerlo.
Igualmente, Camille Chamoun siguió separándose del nasserismo apoyando las nuevas líneas de la política estadounidense hacia Oriente Medio compartidas por el Presidente Eisenhower, adscribiéndose a la Doctrina Eisenhower en 1957. Chamoun, temeroso de la influencia de Nasser en Líbano en lo que se refiere a la autonomía e independencia del país y convencido de que el acercamiento con los países occidentales podría asegurar la seguridad nacional, aceptó la Doctrina estadounidense, la cual recogía textualmente lo siguiente “con el fin de preservar la integridad y la independencia de las naciones de Oriente Medio, Estados Unidos está dispuesto a utilizar fuerzas armadas para ayudar a cualquier nación o grupo de naciones que soliciten ayuda ante la agresión armada de cualquier país controlado por el Comunismo Internacional". Efectivamente, las creencias de Chamoun acerca de la influencia del nasserismo se hicieron realidad cuando se creó la República Árabe Unida y los libaneses salieron a las calles exigiendo que el Líbano se uniese también. Las manifestaciones se dieron especialmente en Beirut, Tiro y Trípoli, empleando eslóganes a favor de la unión y críticos con la política estadounidense.
La popularidad de Chamoun, afectada por su aproximación con Occidente, se vio todavía más dañada por el aparente intento del Gobierno por mantener al Presidente en su puesto, buscando  garantizar su reelección a través de la enmienda de la ley electoral. La ley, promulgada en 1957, suponía que el número de escaños pasase de 44 a 66, y los distritos electorales pasaran de 33 a 27. Esto incentivó la unión de la oposición, principalmente de confesión musulmana, bajo la conocida como Frente de la Unión Nacional. Por otro lado, se produjo una escisión de la fuerza cristiana opositora, la cual creó la conocida como la Tercera Fuerza, y que, al igual que el Frente de la Unión Nacional, defendían la tradicional posición exterior neutral del Líbano. Asimismo, con incluso una mayor importancia que la Tercera Fuerza, estaba la figura del Patriarca Maronita, Méouchy, con dicho puesto desde 1955. Su figura fue importante en este contexto ya que era simpatizante del nacionalismo árabe; defendía el apoyo a los países vecinos árabes y a  sus causas en tanto en cuanto eso permitiría mantener la fidelidad de los libaneses musulmanes. Por tal motivo, se opuso tanto al Pacto de Bagdad como a la Doctrina Eisenhower. Por tanto, el alejarse de la posición común de neutralidad del Líbano provocó que Chamoun se ganase enemigos tanto musulmanes como cristianos.

#### Crisis de 1958
El 27 de marzo de 1958 se produjo una reunión a la que acudieron 80 políticos cristianos y musulmanes, en la casa de Henri Pharaon, exministro de Asuntos Exteriores y líder de la Tercera Fuerza. En esta reunión se congregaron miembros de la Tercera Fuerza y del Frente Nacional, además de otros políticos libaneses importantes. Al final, se firmó una resolución que abogaba por la libertad y soberanía del Líbano y que instigaba a la unión en contra de la reelección de Chamoun como presidente. Esta reunión demostró que, aunque Chamoun tenía la mayoría de apoyos en el Parlamento, no representaba al pueblo. Esto, unido con el hecho de que en 1957 Chamoun consiguió dos tercios de apoyo en el Parlamento tras las elecciones parlamentarias, incentivó a que empezaran los rumores sobre la intención del Presidente de salir reelegido. Para esto, Chamoun debería de enmendar la Constitución -algo que podía hacer ya que consiguió mayoría de apoyos en el Parlamento-, modificando la condición de que para poder salir reelegido tuviese que cumplir los 6 años de mandato como Presidente.
Lo sucedido en 1958 se vio marcado por la dominación estadounidense, como ya se mencionaba, en relación con la Doctrina Eisenhower de 1957 y el despliegue de tropas americanas al año siguiente. Es determinante destacar que fue a partir del 8 de mayo de 1958, después del asesinato del propietario del periódico de oposición llamado  Al-Teleghraf, Nassib el-Matni, cuando las revueltas en Líbano incentivaron que los británicos y los americanos dejaran de apoyar a Chamoun para volver a salir reelegido y cuando desató la crisis y el verdadero enfrentamiento entre el Gobierno de Chamoun y la Oposición. Durante los siguientes dos meses, como consecuencia del inicio de una huelga, se produjeron enfrentamientos entre ambos bandos que causaron entre 2000 y 4000 víctimas. Sin embargo, ya desde los meses de febrero y marzo de ese año, había un alto nivel de tensión en las calles: las manifestaciones a favor de la RAU y a favor de Chamoun cada vez se producían más a menudo. De hecho, a modo de ejemplo, en la ciudad de Tyre, tres manifestantes a favor de la RAU pisaron la bandera libanesa, por lo que fueron condenados a prisión. Este acto fue debatido intensamente en el Parlamento y dio lugar a nuevas manifestaciones en contra de la condena.
Al día siguiente del asesinato de Nassib el-Matni, la oposición decidió condenar el hecho yendo en contra del Gobierno de Chamoun y presentando una demanda de dimisión inmediata del presidente, del primer ministro Sulh y del ministro de Asuntos Exteriores Malik. La oposición aceptaba al general Chehab como primer ministro temporal hasta las elecciones para un nuevo presidente, y pidieron a Raymond Eddé que se encargase de informar al Presidente Chamoun al respecto.  El Presidente rechazó las exigencias de la oposición y mantuvo su posición ambigua sobre si se presentaría o no a la reelección.
Viendo cómo de tenso se tornaba el enfrentamiento con los rebeldes desde junio de 1958, Chamoun ya se planteaba solicitar apoyo de las tropas americanas. Así acabó haciendo el 17 de junio, pero el embajador estadounidense McClintock no transmitió la solicitud al secretario de estado por considerar que el presidente no estaba teniendo en cuenta las condiciones estadounidenses, las cuales le expresaron con anterioridad y que mostraban su rechazo a intervenir si las fuerzas libanesas tampoco estaban dispuestas a luchar. Paralelamente a esto, Turquía e Iraq instigaban a Chamoun a unirse a la Unión Árabe, creada en marzo de 1958 como contrapeso a la RAU y compuesta por Iraq y Jordania. Sin embargo, el presidente decidió no comprometerse por miedo a que la intervención militar iraquí y jordana fomentase que los rebeldes convocasen a más voluntarios de otros países árabes a unirse a la lucha.
Ante el miedo a que se produjese un golpe de Estado, Chamoun siguió pidiendo ayuda militar a Estados Unidos y presentó una queja ante las Naciones Unidas contra la República Árabe Unida (1958), la cual proporcionaba armas a la Oposición desde Siria. Finalmente, Eisenhower, que no intervenía como consecuencia de la amenaza de la Revolución Iraquí en las alianzas del hegemón occidental con sus aliados árabes, respondió a la solicitud de ayuda por parte de Chamoun. Estados Unidos solicitó una reunión del Consejo de Seguridad de las Naciones Unidas el 15 de julio, para tener el permiso de intervenir militarmente en Líbano. El Consejo de Seguridad accedió, por lo que el 15 de julio a las 15.00 de la tarde marines americanos desembarcaron en Beirut.
Esta intervención facilitó el camino hacia las próximas elecciones el 31 de julio, las cuales ganó el comandante del Ejército, general Chehab. De todas formas, Chamoun quiso acabar su legislatura, así que se mantuvo como Presidente del Líbano hasta el 23 de septiembre de 1958. 

### Fundación del Partido Nacional Liberal
Camille Chamoun, justo después del fin de su periodo como Presidente del Líbano, decidió fundar el Partido Nacional Liberal (al-Ahrar) en 1958. A pesar de ya no ser Presidente, sí salió elegido como diputado a la Asamblea Nacional en 1960, aunque en 1964 fue derrotado, debido a una serie de cambios en su distrito electoral, respecto a lo cual él junto con sus partidarios protestaron por considerarlo una manipulación intencionada. Siguió estando presente en el Parlamento a través de su partido hasta las últimas elecciones parlamentarias en las que fue elegido, las de 1972.
Respecto al papel del partido en el Parlamento, en 1968 obtuvo 11 escaños de un total de 99, convirtiéndose así, en el partido con más peso en una Asamblea claramente dividida. Asimismo, fue el único partido que eligió a representantes de todas las principales confesiones religiosas del Líbano.

### Guerra civil libanesa (1975-1990)
Durante la Guerra Civil ocurrida en el Líbano, Camille Chamoun siguió activamente su vida política, ocupando varias carteras y formando parte de varios ministerios. En el período de la guerra, entre los 70 y 80, Chamoun participó políticamente junto con su partido, el PNL, a través de la milicia del partido llamada “los Tigres”. Asimismo, dio apoyo para la fundación del Frente Libanés, una coalición de principalmente políticos y partidos cristianos, cuya milicia unida, dirigida por el Partido Kataeb, fue conocida bajo el nombre de Fuerzas Libanesas. Chamoun fue el presidente del Frente Libanés entre 1976 y 1978.
A pesar de que en un primer momento Chamoun apoyaba a Siria y fomentó el que su ejército interviniera contra el Movimiento Nacional Libanés, de izquierdas, y sus aliados palestinos en 1976, Camille Chamoun acabó por oponerse a la presencia siria. Cabe destacar, que en 1980, la milicia de “los Tigres”, fue en su mayoría destruida por un ataque sorpresa por parte de Bashir Gemayel, el adversario cristiano de Chamoun. Después de la invasión israelí de Líbano en 1982, tomó la decisión de colaborar con Israel, para luchar contra lo que para él se podría equiparar a una ocupación siria.